# Clásico chaqueño
El Clásico Chaqueño es el partido que disputan los dos clubes más importantes de la Provincia del Chaco, el Club Atlético Sarmiento (Resistencia) y Club Atlético Chaco For Ever. La rivalidad entre ambos comenzó desde la fundación de For Ever, debido a que Se fundó como un desprendimiento, es decir, una separación del Club Atlético Sarmiento. Entre los “revelados” estuvieron: Alfredo López Lotero (primer presidente en comisión directiva), Humberto Brignole y Justino Soto.
Ambos conjuntos son los más laureados de la Liga Chaqueña de Fútbol con 34 títulos para Chaco For Ever y 33 para Sarmiento. Además de enfrentarse por el torneo provincial, Sarmiento y For Ever compartieron categorías varias veces en el fútbol profesional argentino. Hasta hace poco ambos disputaban el Torneo Federal A, la tercera categoría del fútbol argentino, pero debido al ascenso de For Ever a la Primera Nacional, estarán en diferentes categorías en 2022.
También se enfrentaron por Copa Argentina en más de una ocasión generando tensiones en el pueblo chaqueño.

## Historial a nivel nacional
A nivel nacional, si bien ambas instituciones participaron en los antiguos Regionales y Torneos del Interior, recién en el año 2004 y con la reformulación del desaparecido Torneo Argentino B (hoy Torneo Regional Federal Amateur) comenzaron a tener cruces en las divisiones del ascenso argentino. En este sentido, Sarmiento y For Ever tuvieron sus principales cruces en los torneos Argentino B, Federal A y Copa Argentina. Actualmente, la rivalidad sólo se circunscribe al ámbito de los torneos de la Liga Chaqueña de Fútbol, debido al ascenso de For Ever a la Primera Nacional en 2021 y la permanencia de Sarmiento en el Federal A.
Con relación a sus enfrentamientos en torneos nacionales, entre Argentino B, Federal A y Copa Argentina, hasta 2023 se enfrentaron en 50 oportunidades, con una leve ventaja a favor de For Ever con 15 triunfos, frente a 14 victorias de Sarmiento y 21 empates. Se destaca que en uno de estos empates, ocurrido en la edición 2012 de la Copa Argentina, el partido fue definido con tiros desde el punto penal, resultando ganador Sarmiento que de esta forma, eliminó por primera vez a su clásico rival en este torneo, pasando a la siguiente fase, siendo hasta 2023 la única vez que los pases de ronda entre ambos clubes se definieron con esta alternativa.
| Historial del Clásico Chaqueño a Nivel Nacional | Historial del Clásico Chaqueño a Nivel Nacional | Historial del Clásico Chaqueño a Nivel Nacional | Historial del Clásico Chaqueño a Nivel Nacional | Historial del Clásico Chaqueño a Nivel Nacional | Historial del Clásico Chaqueño a Nivel Nacional | Historial del Clásico Chaqueño a Nivel Nacional | Historial del Clásico Chaqueño a Nivel Nacional |
| Torneos                                         | PJ                                              | Ganó SR                                         | PE                                              | Ganó FE                                         | Goles SR                                        | Goles FE                                        | Ref.                                            |
| ----------------------------------------------- | ----------------------------------------------- | ----------------------------------------------- | ----------------------------------------------- | ----------------------------------------------- | ----------------------------------------------- | ----------------------------------------------- | ----------------------------------------------- |
| Torneo Argentino B                              | 18                                              | 3                                               | 7                                               | 8                                               | 16                                              | 24                                              | [ 6 ]                                           |
| Torneo Federal A                                | 22                                              | 8                                               | 10                                              | 4                                               | 23                                              | 17                                              | [ 6 ]                                           |
| Copa Argentina                                  | 10                                              | 3                                               | 4                                               | 3                                               | 8                                               | 9                                               | [ 6 ]                                           |
| Liga Chaqueña                                   | 92                                              | 22                                              | 39                                              | 31                                              |                                                 |                                                 | [ 6 ]                                           |
| Totales:                                        | 142                                             | 36                                              | 39                                              | 46                                              | 47                                              | 50                                              |                                                 |